# Tabanus admelanopygus
Tabanus admelanopygus är en tvåvingeart som beskrevs av Philip 1974. Tabanus admelanopygus ingår i släktet Tabanus och familjen bromsar.
Artens utbredningsområde är Thailand. Inga underarter finns listade i Catalogue of Life.